# Rimator malacoptilus
Rimator malacoptilus là một loài chim trong họ Pellorneidae.